# William T. Crawford

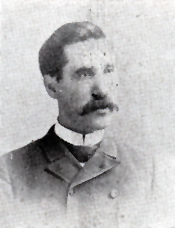
William T. Crawford

William Thomas Crawford (* 1. Juni 1856 bei Waynesville, Haywood County, North Carolina; † 16. November 1913 ebenda) war ein US-amerikanischer Politiker. Zwischen 1891 und 1909 vertrat er dreimal den Bundesstaat North Carolina im US-Repräsentantenhaus.

## Werdegang
William Crawford besuchte die öffentlichen Schulen seiner Heimat und die Waynesville Academy. Danach schlug er als Mitglied der Demokratischen Partei eine politische Laufbahn ein. Zwischen 1884 und 1888 war er Abgeordneter im Repräsentantenhaus von North Carolina. Nach einem Jurastudium an der University of North Carolina in Chapel Hill und seiner 1891 erfolgten Zulassung als Rechtsanwalt begann er in Waynesville in diesem Beruf zu arbeiten.
Bei den Kongresswahlen des Jahres 1890 wurde Crawford im neunten Wahlbezirk von North Carolina in das US-Repräsentantenhaus in Washington, D.C. gewählt, wo er am 4. März 1891 die Nachfolge von Hamilton G. Ewart antrat. Nach einer Wiederwahl konnte er bis zum 3. März 1895 zwei Legislaturperioden im Kongress absolvieren. Im Jahr 1893 war er Delegierter bei der American Bimetallic League in der Bundeshauptstadt Washington.
Im Jahr 1894 unterlag Crawford dem Republikaner Richmond Pearson. Bei den Wahlen des Jahres 1898 konnte sich Crawford gegen Pearson durchsetzen und am 4. März 1899 seinen alten Sitz im Kongress wieder einnehmen. Pearson legte aber gegen den Ausgang der Wahl Widerspruch ein. Nachdem diesem stattgegeben worden war, musste Crawford am 15. Mai 1900 sein Mandat wieder an Pearson abtreten. Im Jahr 1900 bewarb er sich erfolglos um die Rückkehr in das US-Repräsentantenhaus.
Zwischen 1900 und 1912 war Crawford Delegierter zu den regionalen demokratischen Parteitagen in North Carolina. Bei den Wahlen des Jahres 1906 wurde er im zehnten Distrikt seines Staates erneut in den Kongress gewählt, wo er am 4. März 1907 James M. Gudger ablöste. Da er im Jahr 1908 nicht bestätigt wurde, konnte er bis zum 3. März 1909 nur eine weitere Legislaturperiode in Washington verbringen. Nach seinem endgültigen Ausscheiden aus dem US-Repräsentantenhaus praktizierte William Crawford wieder als Anwalt. Er starb am 16. November 1913 in Waynesville.